# Pallone Azzurro
Il Pallone Azzurro è un trofeo assegnato dalla Federazione Italiana Giuoco Calcio al miglior calciatore e alla miglior calciatrice della nazionale, secondo gli utenti iscritti al club Vivo Azzurro. 

## Edizioni

### 2012
L'edizione 2012, la prima, è stata vinta dal centrocampista Andrea Pirlo con il 35% dei voti, seguito dall'attaccante Stephan El Shaarawy con il 18% dei voti e dal centrocampista Daniele De Rossi con il 12% delle preferenze.

### 2013
L'edizione 2013 è stata vinta dal portiere Gianluigi Buffon con il 35% dei voti, seguito dal centrocampista Andrea Pirlo con il 30% dei voti e dall'attaccante Mario Balotelli con il 17% delle preferenze.

### 2014
L'edizione 2014 è stata vinta dal terzino Matteo Darmian con il 38% dei voti, seguito dall'attaccante Graziano Pellè con il 32% dei voti e dal centrocampista Andrea Pirlo con il 28% delle preferenze.
Sono stati premiati per la prima volta anche Martina Rosucci come miglior calciatrice italiana, Gabriel Lima come miglior giocatore di calcio a 5 italiano e Francesco Corosiniti come miglior giocatore di beach soccer italiano.

### 2015
Nell'edizione 2015, la vittoria è andata a Marco Verratti con il 29% dei voti, seguito dal portiere Gianluigi Buffon con il 26% dei voti e dal centrocampista Antonio Candreva con il 21% delle preferenze.
Premiati anche Manuela Giugliano come miglior calciatrice, Alex Merlim come miglior giocatore di calcio a 5 italiano e Simone Del Mestre come miglior giocatore di beach soccer italiano.

### 2016
Nell'edizione 2016, la vittoria è andata per la seconda volta a Gianluigi Buffon con il 37% dei voti, seguito dall'attaccante Andrea Belotti con il 25% dei voti e dal difensore Leonardo Bonucci con il 10% delle preferenze.
Premiati anche Melania Gabbiadini come miglior calciatrice, Stefano Mammarella come miglior giocatore di calcio a 5 italiano e Gabriele Gori come miglior giocatore di beach soccer italiano.

### 2021
Nell'edizione 2021, dopo che il premio non era stato assegnato dal 2017 al 2020, la vittoria è andata a Federico Chiesa con il 46% dei voti, seguito da Nicolò Barella con il 20% dei voti e da Leonardo Spinazzola con il 14% delle preferenze.
Premiati anche Cristiana Girelli come miglior calciatrice che supera, con il 44% dei voti la compagna in bianconero Barbara Bonansea (26%) e Valentina Giacinti (17%).

## Albo d'oro

### Miglior calciatore
| Anno      | Calciatore       |
| 2012      | Andrea Pirlo     |
| 2013      | Gianluigi Buffon |
| 2014      | Matteo Darmian   |
| 2015      | Marco Verratti   |
| 2016      | Gianluigi Buffon |
| 2017-2020 | non assegnato    |
| 2021      | Federico Chiesa  |

### Miglior calciatrice
| Anno      | Calciatore         |
| 2014      | Martina Rosucci    |
| 2015      | Manuela Giugliano  |
| 2016      | Melania Gabbiadini |
| 2017-2020 | non assegnato      |
| 2021      | Cristiana Girelli  |

### Miglior calciatore di calcio a 5
| Anno | Calciatore         |
| 2014 | Gabriel Lima       |
| 2015 | Alex Merlim        |
| 2016 | Stefano Mammarella |

### Miglior calciatore di beach soccer
| Anno | Calciatore           |
| 2014 | Francesco Corosiniti |
| 2015 | Simone Del Mestre    |
| 2016 | Gabriele Gori        |